# Philippe Leclerc de Hauteclocque

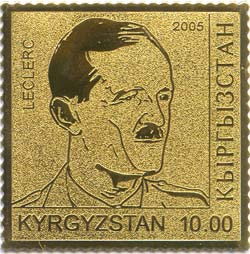
Znaczek Poczty Kirgistanu z wizerunkiem marsz. Philippe’a Leclerca, 2005

Philippe Leclerc de Hauteclocque, właściwie Philippe François Marie de Hauteclocque, pseudonim  Jacques Leclerc (ur. 22 listopada 1902 w Belloy-Saint-Léonard, zm. 28 listopada 1947 k. Colomb-Béchar) – francuski dowódca wojskowy, generał armii Francuskich Sił Zbrojnych, marszałek Francji (1952, pośmiertnie).

## Życiorys
W 1924 ukończył École Spéciale Militaire de Saint-Cyr i wstąpił do armii francuskiej. W 1937 został awansowany do stopnia kapitana. Po klęsce Francji w czerwcu 1940 postanowił przyłączyć się do Wolnych Francuzów i udał się do Anglii. Generał Charles de Gaulle awansował go do stopnia majora i skierował do Francuskiej Afryki Równikowej jako gubernatora Kamerunu. Podległe mu oddziały pokonały wojska państw Osi atakujące Czad w listopadzie 1940, a następnie – rosnąc w siły – odbył zwycięską kampanię w Afryce Zachodniej odznaczając się jako dowódca podczas walk w Tunezji. W międzyczasie dosłużył się stopnia generała brygady (1941).
Po lądowaniu w Normandii w czerwcu 1944 dowodzona przezeń 2 Dywizja Pancerna została skierowana do Paryża dla wsparcia powstania, które tam wybuchło. Leclerc przyjął kapitulację załogi niemieckiej na dworcu Gare Montparnasse. W dalszych miesiącach wojny jego oddziały wyzwoliły Strasburg, a swój szlak bojowy zakończyły w górskiej kwaterze Adolfa Hitlera w Berchtesgaden. W czasie zajmowania Niemiec w 1945 r. Leclerc kazał rozstrzelać bez sądu 12 wziętych do niewoli francuskich żołnierzy Waffen-SS.
Po zakończeniu wojny w Europie otrzymał (wraz ze stopniem generała dywizji – fr. général de division) dowództwo sił francuskich w rejonie Pacyfiku i reprezentował Francję podczas podpisania przez Japonię aktu kapitulacji w Zatoce Tokijskiej. Jako głównodowodzący w Indochinach pokonał blokujące Sajgon siły Việt Minhu.
Zginął w wypadku lotniczym w okolicach Colomb-Béchar (obecnie Baszszar) w Algierii. Pośmiertnie został awansowany do stopnia marszałka Francji.

## Awanse
- podporucznik (sous-lieutenant) – 9 września 1924
- porucznik (lieutenant) – 26 października 1926
- kapitan (capitaine) – 25 grudnia 1934
- major (commandant) – 31 lipca 1940
- pułkownik (colonel) – 25 listopada 1940 (z pominięciem stopnia podpułkownika) (lieutenant-colonel)
- generał brygady (général de brigade) – 10 sierpnia 1941 (tymczasowo); 14 kwietnia 1942 (awans ostateczny)
- generał dywizji (général de division) – 25 maja 1943
- generał korpusu armii (général de corps d'armée) – 25 maja 1945
- generał armii (général d'armée) – 14 lipca 1946
- marszałek Francji (maréchal de France) – 23 sierpnia 1952 (pośmiertnie)

## Odznaczenia

### Francuskie
- Legia Honorowa: Krzyż Wielki (1945), Wielki Oficer (1945), Komandor (1944), Oficer (1943) i Kawaler (1935)
- Order Wyzwolenia (1941)
- Medal Wojskowy (1946)
- Krzyż Wojenny 1939–1945 z 8 palmami
- Krzyż Wojenny Zamorskich Teatrów Operacyjnych z 2 palmami
- Medal Ruchu Oporu z rozetą
- Medal Uciekinierów z Niewoli
- Medal Kolonialny z okuciami: „Maroc”, „Fezzan”, „Koufra”, „Tripolitaine”, „Tunisie”, „Extrême-Orient”
- Medal Rannych na Wojnie
- Medal Pamiątkowy Ochotników Wolnej Francji
- Medal Pamiątkowy Wojny 1939-1945

### Zagraniczne
- Wielki Oficer Orderu Korony (Belgia)
- Krzyż Wojenny 1939–1945 z palmą (Croix de Guerre, Belgia)
- Order Lwa Białego III klasy (Czechosłowacja)
- Krzyż Wojenny Czechosłowacki 1939 (Czechosłowacja)
- Krzyż Wojenny I klasy (Grecja)
- Krzyż Wielki Orderu Kambodży (Kambodża)
- Krzyż Wielki Orderu Miliona Słoni i Białego Parasola (Laos)
- Krzyż Wielki Orderu Korony Dębowej (Luksemburg)
- Krzyż Wojenny 1939–1945 (Croix de Guerre, Luksemburg)
- Wielka Wstęga Orderu Alauitów (Maroko)
- Krzyż Komandorski Orderu Virtuti Militari (Polska Ludowa, 1946)[3]
- Wielka Wstęga Orderu Sławy (Tunezja)
- Srebrna Gwiazda (Silver Star, USA)
- Komandor Legii Zasługi (Commander Legion of Merit, USA)
- Brązowa Gwiazda (Bronze Star, USA)
- Presidential Unit Citation (USA)
- Krzyż Komandorski Orderu Łaźni (Wielka Brytania)
- Order za Wybitną Służbę (Distinguished Service Order, Wielka Brytania)